# Adrien Millet
Pour les articles homonymes, voir Millet.
Pierre Adrien Millet, né à  Neuvy-Deux-Clochers (Cher) le 18 septembre 1881 et mort à Paris 14e le 25 février 1937, est un phonéticien français.

## Biographie
Il a été préparateur au laboratoire de phonétique expérimentale au Collège de France auprès de Jean-Pierre Rousselot. A partir de 1930, il est chargé de cours de phonétique expérimentale à l'Institut catholique de Paris, succédant au chanoine Jean-Marie Meunier.

## Publications
- « L’abbé Rousselot : l’homme et l’œuvre », tiré à part, octobre 1924.
- L'Oreille et les sons du langage, d'après l'abbé Rousselot, Librairie philosophique J. Vrin, Paris, 1926, 127 pp.
- Précis d’expérimentation phonétique. La physiologie des articulations avec introduction sur l’œuvre de l’abbé Rousselot, Paris, Henri Didier, 1926.
- Les Grammairiens et la Phonétique, ou l'Enseignement des sons du français depuis le XVIe siècle jusqu'à nos jours, Paris, J. Monnier, 1933, in-8 de 197 pages.
- Étude expérimentale de la formation des voyelles, Hermann & Cie, 1938

## Sur l'Abbé Millet
- Husson Raoul, In memoriam, in Étude expérimentale de la formation des voyelles, Abbé Millet, Hermann & Cie, 1938
- Calvet Jean, Nécrologie, l'Abbé MILLET, Bulletin de l'Institut catholique de Paris, 25 mars 1937, p. 100-101